# Олиготрофно језеро
Олиготрофно језеро (грч. oligos — мало и грч. trophos — храњење) је језеро које се одлукује малим садржајем хранљивих биогених материја, те је због тога сиромашно фитопланктоном. Оваква језера су најчешће прилично дубока и немају плићаке. Температура воде у хиполимниону је веома ниска, вода је провидна, а њена боја креће се од зеленкасто-плаве до модро плаве. На дну басена се таложе неоргански седименти, па је сходно томе, цела водена маса богата и засићена кисеоником. Карактеристично за овај тип језера је да у њима нема живота, па је самим тим вода изузетно прозирна.
Оваква језера су бројна у свету, а издвајају се — Охридско, Плавско, Плитвице, Гарда, Бајкалско и др.
Велики број оваквих језера се налази у Непалу, на Хималајима.